# Palácio CEC
O Palácio CEC (em romeno: Palatul CEC), situado na Calea Victoriei (Avenida da Vitória) em Bucareste, Roménia, é um palácio construído entre 1896 e 1900 para albergar a sede da Casa de Economii și Consemnațiuni (Caixa Económica), fundada em 1864 com o nome de Casa de Depuneri și Consemnațiuni e desde 2008 chamada oficialmente CEC Bank.
De estilo eclético, foi edificado segundo um projecto do arquitecto francês Paul Gottereau. Apresenta extraordinárias semelhanças ao Petit Palais de Paris.